# Mahmud Taleghani
Mahmud Taleghani, também transliterado Mahmoud Tâleghâni, (Teerã, 7 de março de 1911 - Teerã, 10 de setembro de 1979) foi um político e líder religioso iraniano.

## Até a revolução
Taleghani estudou teologia em Qom, cidade sagrada para os xiitas.
Ele foi preso pela primeira vez em 1936, quando foi acusado de realizar atividades políticas contra a monarquia de Reza Shah. Novamente preso em 1939. Colaborou com o movimento nacionalista do Primeiro-ministro Mossaddeq. Quando este foi destituído em 1953, recomeçou suas atividades de oposição à monarquia, neste momento representada pelo xá Mohamed Reza Pahlevi.
Em maio de 1961 ele fundou, junto com Mehdi Bazargán, o Movimento pela Liberdade do Irã. Detido em 1967 e condenado a 11 anos de prisão, foi libertado da prisão em outubro de 1978, tornando-se um dos principais líderes da revolução contra o regime monárquico.

## Papel da revolução iraniana
A popularidade alcançada por Taleghani fez com que, quando da queda do Xá em fevereiro de 1979, fosse incluído no Conselho da Revolução. A partir desse órgão, conseguiu mediar os conflitos que surgiram com os grupos nacionalistas curdos e turcomanos.
Ele foi eleito membro da comissão encarregada de redigir a Constituição da República Islâmica do Irã, mas não participou do trabalho do mesmo, uma vez que ele tinha fortes divergências com Khomeini e a orientação, na opinião de Taleghani antidemocratas, que estava dando ao regime. A Constituição acabaria sendo ratificada em 2 de dezembro de 1979 e deixaria o poder de fato nas mãos de uma oligarquia xiita religiosa. Khomeini como um líder religioso e político em perpetuidade, e o Estado dotado de um poder legislativo eleito, mas limitada pelo controle doutrinário de um conselho de líderes religiosos.
Como defensor do poder secular e da inclusão de forças esquerdistas no desenvolvimento da revolução, Taleghani é considerado um representante do progressismo dentro da revolução xiita.

## Morte
Taleghani morreu em 9 de setembro de 1979.O Ayatollah Ruhollah Khomeini descreveu-o "Abu Dhar al-Ghifari no tempo" na mensagem por ocasião de sua morte: "Ele era para o Islã, Abu'zar da época, Sua língua expressiva era tão afiada quanto a espada de Malik al-Ashtar."